# Malarstwo białego człowieka

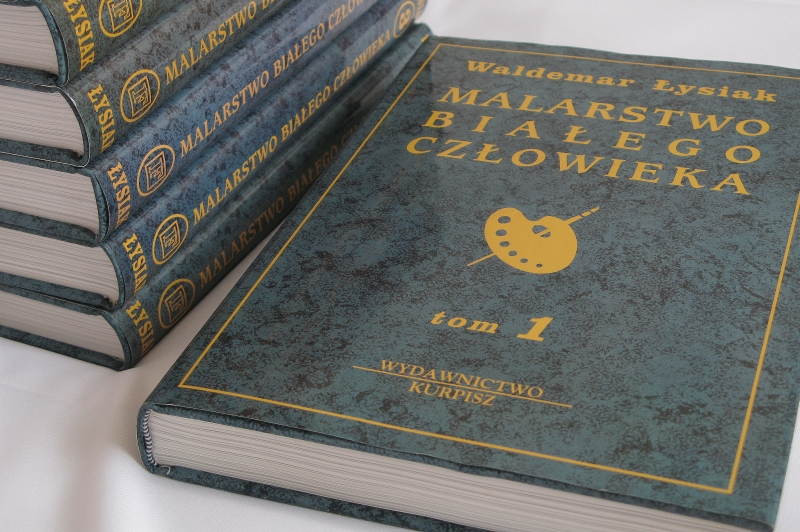
Malarstwo białego człowieka (wydanie pierwsze)

Malarstwo białego człowieka – ośmiotomowe dzieło Waldemara Łysiaka wydane w latach 1997–2000 nakładem wydawnictwa Kurpisz (tom 1) i Exlibris (pozostałe tomy). Autor przedstawia dzieje malarstwa od Giotta di Bondone do Gustave’a Courbeta. Narracja autora obfituje w liczne dygresje o charakterze literackim; większość rozdziałów poświęcona jest poszczególnym malarzom i ich dwóm lub trzem wybranym obrazom.
Od 2009 roku nakładem wydawnictwa Nobilis ukazuje się nowe 10-tomowe wydanie dzieła, wzbogacone przez autora treściowo oraz ikonograficznie.
- T. 1. – 2009. – Rozdz. 1–13 (Giotto di Bondone, Simone Martini, Sassetta, Tommaso Masaccio, Tommaso Masolino, Robert Campin, Jan van Eyck, Fra Angelico, Rogier van der Weyden, Konrad Witz i Francesco Hayez, Petrus Christus, Paolo Uccello, Jean Fouquet, Enguerrand Quarton i Cosimo Tura, Hugo van der Goes, Andrea Mantegna i Domenico Ghirlandaio)

- T. 2. – 2010. – Rozdz. 14–23 (Piero della Francesca, Andrea Mantegna, Sandro Botticelli, Leonardo da Vinci, Albrecht Dürer, Piero di Cosimo, Michelangelo Buonarroti, Rafael, Hieronymus Bosch)

- T. 3. – 2010. – Rozdz. 24–34 (Joachim Patinir, Matthias Grünewald, Giovanni Bellini, Giorgioncjan [Tycjan i Giorgione], Giorgione, Vittore Carpaccio, Hans Holbein, Albrecht Altdorfer, Lucas Cranach starszy, Mistrz Półfigur Kobiecych, Jacopo Pontormo i Agnolo Bronzino)

- T. 4. – 2010. – Rozdz. 35–45 (Pieter Bruegel, Tycjan, Jacopo Tintoretto, Paolo Veronese, El Greco, Adam Elsheimer, Paul Bril i Joos de Momper, Michelangelo Merisi da Caravaggio, Peter Paul Rubens, Anton van Dyck i Thomas Gainsborough, Louis Le Nain, Frans Hals i William Hogarth)

- T. 5. – 2010. – Rozdz. 46–54 (Adriaen Brouwer, Georges de La Tour, Nicolas Poussin, Diego Velazquez, Francisco Zurbaran, Jean Chardin, Bartolomé Esteban Murillo, Jusepe de Ribera, Rembrandt van Rijn, Claude Lorrain, Jan Vermeer)

- T. 6. – 2011. – Rozdz. 55–66 (Jacob van Ruisdael, Aelbert Cuyp, Willem van de Velde, Meindert Hobbema, Hyacinthe Rigaud, Jean Antoine Watteau, Alessandro Magnasco, François Boucher, Antonio Canaletto, Giambattista Tiepolo, Franz Anton Maulbertsch, Thomas Gainsborough, Jean-Baptiste Greuze)

- T. 7. – 2011. – Rozdz. 67–76 (Francesco Guardi, Jean-Honoré Fragonard, Jacques-Louis David, Joseph Vernet, Hubert Robert, Johann Heinrich Füssli, William Blake, François Gérard, Francisco Goya, J.-A.-D. Ingres)

- T. 8. – 2011. – Rozdz. 77–88 (Theodore Gericault, Caspar David Friedrich, John Constable, John Sell Cotman, Eugène Delacroix, Joseph M. W. Turner, John Everett Millais, Jean-Leon Gerome, Camille Corot, Gustave Courbet, Henri Gervex, Pierro della Francesca, Pieter Bruegel (starszy))

- T. 9. – 2012. – Malarstwo biało-czerwone, t. 1. – Rozdz. 1–10 (Polski portret męski, Polskie sceny rodzajowe, Polska głusza, Polska insurekcja, Polski król, Polska miłość, Polski pejzaż, Polskie muzykowanie, Polski akt, Polski cesarz)

- T. 10. – 2013. – Malarstwo biało-czerwone, t. 2. – Rozdz. 11–20 (Polski portret żeński, Polskie dziecko, Polska kobiecość, Polskie łowy, Polska wieś, Polska Madonna, Polska weduta, Polska bajka, Polski autoportret, Polska szarża)

## Wybrane recenzje
- Andrzej Buller, Obcując z „Malarstwem białego człowieka”. „Najwyższy Czas!” 1998 nr 11 s. X; Pismo PG 1998 nr 5 s. 37–38.
- Dorota Jarecka, Radości białego człowieka. „Gazeta Wyborcza” 1997 nr 275 s. 18.
- Anna Poppek, Pogoń za Łysiakiem. „Tygodnik Solidarność” 1997 nr 22 s.12.
- Jacek Skoczowski, Malarz białego człowieka. Rozmowa z Waldemarem Łysiakiem. „Najwyższy Czas!” 1997 nr 51–52 s. XI.